# Голишівське
Голи́шівське — село в Україні, у Білопільській міській громаді Сумського району Сумської області. Населення становить 11 осіб.

## Географія
Розташоване за 3 км від річки Вир на кордоні з Росією. За 1½ км розташовані села Будки та Атинське.
Поруч пролягає автомобільний шлях Т 1906.

## Історія
За даними на 1864 рік на казенному хуторі Прорубської волості Сумського повіту Харківської губернії мешкало 94 особи (45 чоловічої статі та 49 — жіночої), налічувалось 15 дворових господарств.
Село постраждало внаслідок геноциду українського народу, проведеного урядом СРСР 1923—1933 та 1946–1947 роках.
12 червня 2020 року, відповідно до розпорядження Кабінету Міністрів України № 723-р «Про визначення адміністративних центрів та затвердження територій територіальних громад Сумської області», село увійшло до складу Білопільської міської громади.
19 липня 2020 року, в результаті адміністративно-територіальної реформи та ліквідації Білопільського району, село увійшло до складу новоутвореного Сумського району.

#### Російське вторгнення в Україну (з 2022)
30 червня 2024 року оперативне командування “Північ” повідомило про чергові обстріли села. Зафіксовано 1 вибух, ймовірно ФПВ-дрон.